# 札幌飛行場
札幌飛行場（日语：／ Sapporo hikōjō */?）是位於北海道札幌市東區，通稱丘珠機場（日语：／）。根據日本機場整備法分類為地方管理機場。
「丘珠」一名源自阿伊努語的「okkay-tam-carpa」，意思為男人將刀亂扔的地方。

## 歷史
- 1942年9月：日本帝國陸軍開始建築飛行場，根據資料名稱有「丘珠飛行場」「札幌第一飛行場」「札幌新飛行場」等。
- 1944年：飛行場啟用，跑道長1,000公尺（也有資料指1,200公尺）
- 1945年－1952年：由美軍接管。
- 1954年：設立陸上自衛隊丘珠分屯地。
- 1956年6月：開始有客機升降。
- 1958年12月3日：改名為札幌飛行場。
- 1961年12月10日：成為共用機場。
- 1967年11月：延長跑道至1,400公尺。
- 1974年：開始使用噴氣式飛機升降。
- 1992年2月21日：新的航廈完成。
- 1998年：北海道空中系統運行開始，以本機場為樞紐機場。
- 2004年3月18日：延長跑道到1,500公尺。
- 2013年11月16日：富士夢幻航空往名古屋航線包機開航。
- 2015年10月22日：北海道空中系統往南薩哈林斯克首條國際線包機開航。
- 2016年6月4日：富士夢幻航空往靜岡首條定期航線開航。
- 2023年3月26日：富士夢幻航空往名古屋/小牧定期航線開航。

## 航空公司與航點

### 現今航點
| 航空公司                            | 目的地                                             |
| ----------------------------------- | -------------------------------------------------- |
| 日本航空（JL） 由北海道空中系統營運 | 三澤、利尻、函館、釧路、女満別、奥尻、中標津、秋田 |
| 富士夢幻航空（JH）（夏季運行）      | 靜岡、松本、名古屋/小牧                            |

### 歷史航點
| 航空公司                          | 航點         | 備註                                 |
| --------------------------------- | ------------ | ------------------------------------ |
| 全日本空輸                        | 仙台機場     | 1966年開航，1972年移轉至新千歲機場   |
| 全日本空輸                        | 新潟機場     | 1970年開航，1972年移轉至新千歲機場   |
| 日空航空                          | 稚內機場     | 1974年開航，2001年移轉至日本航空網絡 |
| 日空航空                          | 函館機場     | 1974年開航，2001年移轉至日本航空網絡 |
| 日空航空                          | 利尻機場     | 1974年開航                           |
| 日空航空                          | 奧尻機場     | 1974年開航                           |
| 日空航空                          | 紋別機場     | 1974年開航，2001年移轉至日本航空網絡 |
| 日空航空                          | 中標津機場   | 1974年開航，2001年移轉至日本航空網絡 |
| 日空航空                          | 釧路機場     | 1990年開航，2001年移轉至日本航空網絡 |
| 日空航空                          | 女滿別機場   | 1999年開航，2001年移轉至日本航空網絡 |
| 日本航空網絡                      | 函館機場     | 2002年開航，2010年移轉至新千歲機場   |
| 日本航空網絡                      | 釧路機場     | 2002年開航，2010年移轉至新千歲機場   |
| 日本航空網絡                      | 紋別機場     | 2002年開航，2010年移轉至新千歲機場   |
| 日本航空網絡                      | 中標津機場   | 2002年開航，2010年移轉至新千歲機場   |
| 日本航空網絡                      | 稚內機場     | 2003年開航，2010年移轉至新千歲機場   |
| 日本航空網絡                      | 女滿別機場   | 2003年開航，2010年移轉至新千歲機場   |
| 北海道空中系統                    | 女滿別機場   | 2011年開航                           |
| 日本佳速航空                      | 帶廣機場     | 1964年開航，1974年移轉至新千歲機場   |
| 日本佳速航空                      | 秋田機場     | 1964年開航，1974年移轉至新千歲機場   |
| 日本佳速航空                      | 新潟機場     | 1964年開航，1974年移轉至新千歲機場   |
| 北日本航空 （後併入日本佳速航空） | 女滿別機場   | 1956年開航，1974年移轉至新千歲機場   |
| 北日本航空 （後併入日本佳速航空） | 稚內機場     | 1959年開航，1974年移轉至新千歲機場   |
| 北日本航空 （後併入日本佳速航空） | 函館機場     | 1960年開航，1974年移轉至新千歲機場   |
| 北日本航空 （後併入日本佳速航空） | 釧路機場     | 1960年開航，1974年移轉至新千歲機場   |
| 北日本航空 （後併入日本佳速航空） | 東京國際機場 | 1963年開航，1974年移轉至新千歲機場   |
| 北日本航空 （後併入日本佳速航空） | 三澤飛行場   | 1963年開航，1974年移轉至新千歲機場   |
| 富士夢幻航空                      | 名古屋飛行場 | 包機，2014年首航                     |

## 如何前往
距離札幌市中心約6公里
- 北都交通（日语：北都交通 (北海道)）
  - 札幌站南口（全日空札幌支店前）- 榮町站 - 札幌飛行場
- 北海道中央巴士（日语：北海道中央バス）
  - 麻生站 - 榮町站 - 札幌飛行場 - 豊畑 - モエレ沼公園
  - 榮町站 - 札幌飛行場入口 - 篠路站 - 篠路10條4丁目
    - 札幌飛行場入口距離札幌飛行場約200米
- 札幌市營地下鐵
  - 榮町站（約1.6公里）：東豐線

由札幌都心開車約30分鐘。

## 外部連結
- 官方網站（日語）（英文）